# Viva! La Woman
Viva! LA Woman é o álbum de estréia da dupla de japonesa Cibo Matto, lançado em 16 de janeiro de 1996 pela Warner Records. 
Aclamado pela crítica, o álbum traz uma mistura inusitada de trip-hop, hip hop, rap, música alternativa e pop.

## Composição
As letras do álbum equilibram temas bem-humorados em faixas como "Beef Jerky", "Birthday Cake" e "Know Your Chicken", com narrativas mais abstratas e emocionais em "Apple", "Sugar Water" e "Artichoke", além de canções de apelo pop como "White Pepper Ice Cream", "Theme" e "Le Pain Perdu". Várias músicas contém as já conhecidas referências à comida feitas pela dupla, muito presentes no álbum. Honda explicou: “Comida é algo do qual você não pode escapar. Ela está presente todos os dias.” A banda costumava ir a restaurantes depois dos ensaios e, de acordo com Honda, “O Cibo Matto nasceu desses momentos nos restaurantes.”

## Lista de faixas
| Viva! La Woman |                          |         |  |
| N.º            | Título                   | Duração |  |
| 1.             | "Apple"                  | 4:01    |  |
| 2.             | "Beef Jerky"             | 2:28    |  |
| 3.             | "Sugar Water"            | 4:29    |  |
| 4.             | "White Pepper Ice Cream" | 5:10    |  |
| 5.             | "Birthday Cake"          | 3:15    |  |
| 6.             | "Know Your Chicken"      | 4:21    |  |
| 7.             | "Theme"                  | 10:49   |  |
| 8.             | "The Candy Man"          | 3:11    |  |
| 9.             | "Le Pain Perdu"          | 3:29    |  |
| 10.            | "Artichoke"              | 6:41    |  |
| 11.            | "Jive"                   | 0:18    |  |